# 7027 Toshihanda
A 7027 Toshihanda (ideiglenes jelöléssel 1993 XT) egy kisbolygó a Naprendszerben. Kobajasi Takao fedezte fel 1993. december 11-én.